# Hydrichthella epigorgia
Hydrichthella epigorgia is een hydroïdpoliep uit de familie Ptilocodiidae. De poliep komt uit het geslacht Hydrichthella. Hydrichthella epigorgia werd in 1909 voor het eerst wetenschappelijk beschreven door Stechow. 